# Húsavíkurhöfðagöng
Húsavíkurhöfðagöng of Húsavíkurgöng is een tunnel even ten noorden van Húsavík, IJsland. Deze 943 meter lange tunnel verbindt de haven van het plaatsje met een industrieel complex op de landtong Bakki waardoor de tunnel ook wel Bakkagöng genoemd wordt. De tunnel is in 2017 opgeleverd en is alleen voor vracht- en bestemmingsverkeer toegankelijk.